# Parachremylus
Parachremylus är ett släkte av steklar. Parachremylus ingår i familjen bracksteklar.
Kladogram enligt Catalogue of Life:
| Parachremylus | \| \| Parachremylus litchii \| \| \| \| \| \| Parachremylus oblongus \| \| \| \| \| \| Parachremylus seyrigi \| \| \| \| \| \| Parachremylus temporalis \| \| \| \| |
|               | \| \| Parachremylus litchii \| \| \| \| \| \| Parachremylus oblongus \| \| \| \| \| \| Parachremylus seyrigi \| \| \| \| \| \| Parachremylus temporalis \| \| \| \| |
|               | Parachremylus litchii |
|               | |
|               | Parachremylus oblongus |
|               | |
|               | Parachremylus seyrigi |
|               | |
|               | Parachremylus temporalis |
|               | |